# Shannon Ritch
Shannon Grey Ritch (27 de setembro de 1970) é um lutador de MMA estadunidense.
Veterano no esporte, Shannon tem em seu cartel 146 lutas registradas, das quais jamais venceu ou perdeu por pontos, ou seja, suas lutas acabaram sempre em nocaute, finalização ou em confusão por conta de algum golpe ilegal.

## Recordes Negativos
- Maior número de derrotas da história do MMA (86)
- Maior número de derrotas por nocaute técnico (18).
- Maior número de derrotas por submissão (53).
- Segundo maior número de derrotas por nocaute (7).